# Campoplex crassatus
Campoplex crassatus är en stekelart som först beskrevs av Henry Lorenz Viereck 1925.  Campoplex crassatus ingår i släktet Campoplex och familjen brokparasitsteklar. Inga underarter finns listade.